# 岡崎邦輔
岡崎 邦輔（おかざき くにすけ、1854年4月12日（嘉永7年3月15日） - 1936年（昭和11年）7月22日）は、日本の政治家・実業家。号は晩香。
自由党を経て、立憲政友会衆議院議員、加藤高明内閣の農林大臣、貴族院議員を歴任する。陸奥宗光の配下として活躍し、政界の寝業師、策士として知られた。

## 経歴
現在の和歌山市で、嘉永7年（1854年）3月15日（衆議院に提出した履歴による。嘉永6年（1853年）説もあり）、紀州藩士・長坂学弥（がくや）の子として生まれる。孫の岡崎久彦によれば、長坂家は長坂血鑓九郎の末裔であるという。江戸の旗本直参・長坂本家との関係は、系図に明らかでなく、大坂夏の陣後の元和年間に徳川頼宣に従って紀州入りしたときに与えられた1,000石のお墨付が遺るのみという。また、邦輔の母親は陸奥宗光の母親と姉妹で、陸奥宗光と岡崎邦輔は従兄弟の関係にある。
慶應4年（1868年）、数え年で16歳のとき、鳥羽・伏見の戦いで初陣。維新後の1873年（明治6年）に従兄弟の陸奥を頼り上京。1888年（明治21年）、駐米特命全権公使となった陸奥に従い渡米する。アメリカで岡崎はミシガン大学で学び、この時期に南方熊楠と出会っている。1890年（明治23年）に帰朝し、翌1891年（明治24年）、陸奥の議員辞職にともなう第1回衆議院議員総選挙補欠選挙で衆議院議員に当選する。このとき、当時の制限選挙で被選挙権を得るため、当時の紀州の素封家、岡崎家へ名目の上だけで養子となって姓を改めた。以後当選回数10回。1897年（明治30年）、自由党に入党する。陸奥宗光の没後は、自身と同じく陸奥の引き立てを受けた星亨に接近し、星の懐刀として隈板内閣倒閣、立憲政友会結成などに活躍する。1900年（明治33年）、第4次伊藤内閣の逓信大臣となった星亨のもとで逓信大臣官房長を務めたが、翌1901年（明治34年）に星は刺殺されてしまう。
1912年（大正元年）、立憲国民党の犬養毅、政友会の尾崎行雄らとともに第3次桂内閣の倒閣に動き、憲政擁護運動を展開する。1915年（大正4年）、政友会総務委員に就任する。西園寺公望の政友会総裁辞任後は、自身と同じく陸奥宗光の引き立てを受けた原敬を支え、1918年（大正7年）に原内閣が誕生した。
1921年（大正10年）、原が東京駅で遭難後は政友会刷新派を支持し、第2次護憲運動で活躍し清浦内閣倒閣と、憲政会総裁・加藤高明を首班とする護憲三派内閣成立に動いた。1925年（大正14年）、加藤高明内閣の農林大臣として入閣する。1928年（昭和3年）4月4日、貴族院議員に勅選され、研究会に所属して死去するまで在任した。
1929年（昭和4年）、田中義一首相・政友会総裁の退任時の後継者選びでは影響力を発揮し、引退していた犬養毅の復帰・総裁就任に一役買った。
実業家としては、渋沢栄一らとともに京阪電気鉄道の創立に加わり、発足後は役員を務め、1917年（大正6年）に第3代社長となった。岡崎は自らの政界の人脈を利用する形で京阪の事業拡大を図り、社長在任中に新京阪鉄道の免許獲得と設立、自らの故郷である和歌山県への進出などを手がけている。農林大臣への就任に伴い1925年に社長を辞任した。また京阪電気鉄道が設立に参加した電力会社の大同電力（初代社長福澤桃介）にもかかわり、1919年（大正8年）11月から1925年3月まで同社取締役を務めた。
1936年（昭和11年）7月22日、死去。82歳。墓所は和歌山市護念寺。

## 評価

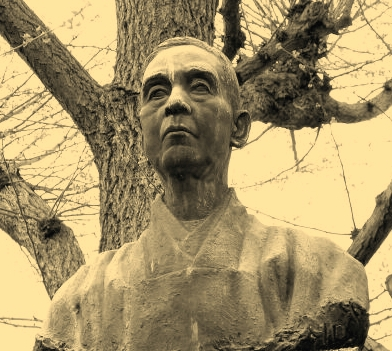
岡崎邦輔胸像（和歌山市）

海音寺潮五郎は、その著「武将列伝」（文春文庫）の竹中半兵衛の章で、「東洋の策士は（中略）策そのものを楽しんで、利得の念には淡い人が多いのである」と述べた上で、「大正年代の政界の策士岡崎邦輔の生涯がそうであったし、現代でも三木武吉の晩年がそうであった」と引き合いに出している。

## 親族
駐タイ大使、外交評論家の岡崎久彦は孫に当たる。久彦が『陸奥宗光』を書いた際には、邦輔と陸奥の縁から得た材料を種々用いている。